# Rookworst

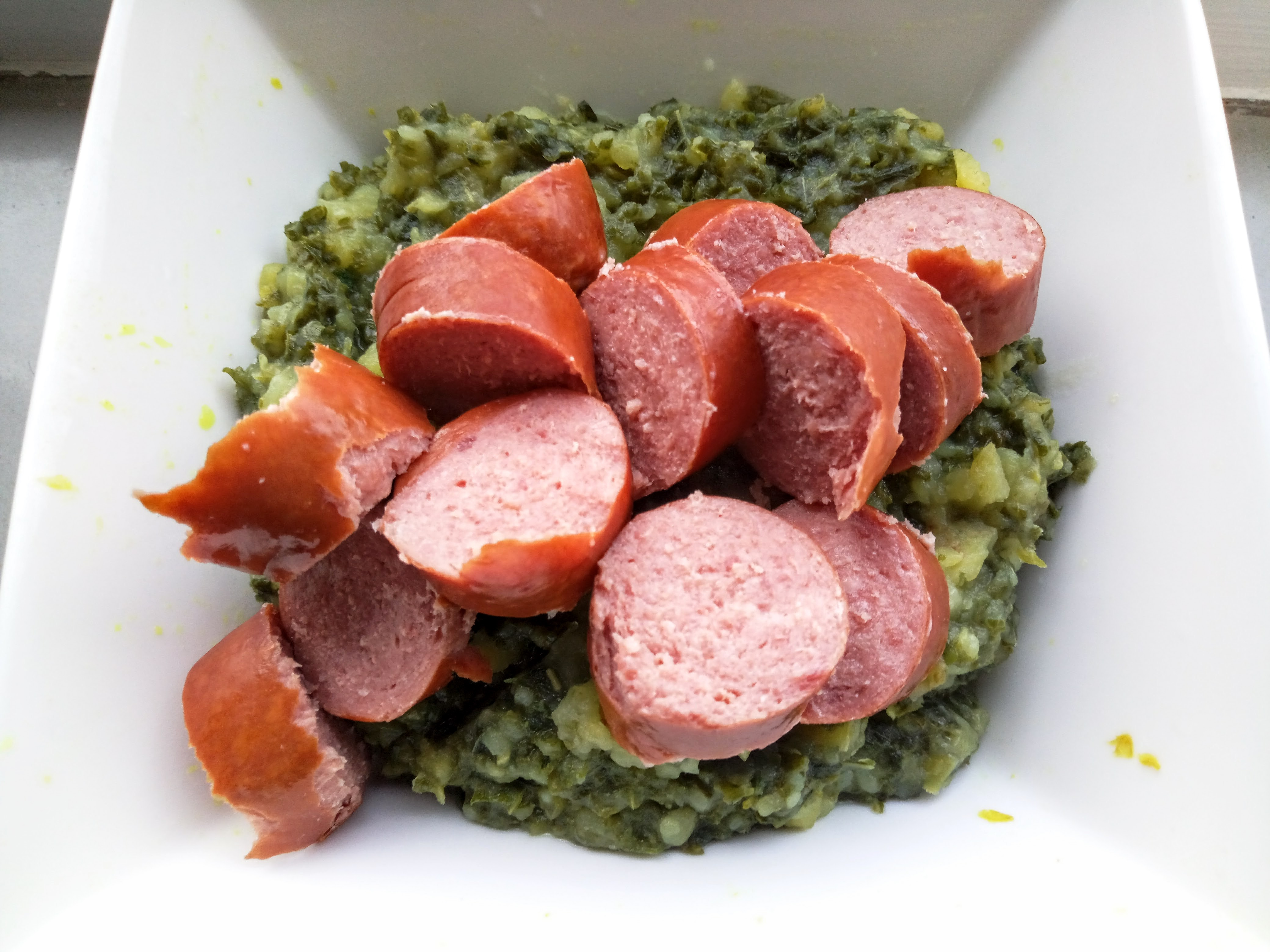
Grünkohl-Stamppot mit Rookworst

Rookworst (niederländisch für Rauchwurst) ist eine geräucherte Ringwurst aus den Niederlanden. Es gibt sie in zwei Varianten als grobe und als feine Rookworst. Sie ist vor allem im Winter fester Bestandteil der niederländischen Küche und findet vor allem in Eintöpfen wie Stamppotten Verwendung. Die Wurst wird nicht gebraten, sondern in siedendem Wasser (unter dem Kochpunkt) erhitzt.